# جون باركر (سياسي)
جون باركر (بالإنجليزية: John Parker)‏ هو محامي وسياسي أمريكي، ولد في 24 يونيو 1759 في تشارلستون في الولايات المتحدة، وتوفي بنفس المكان في 20 أبريل 1832.